# Raketový torpédoborec

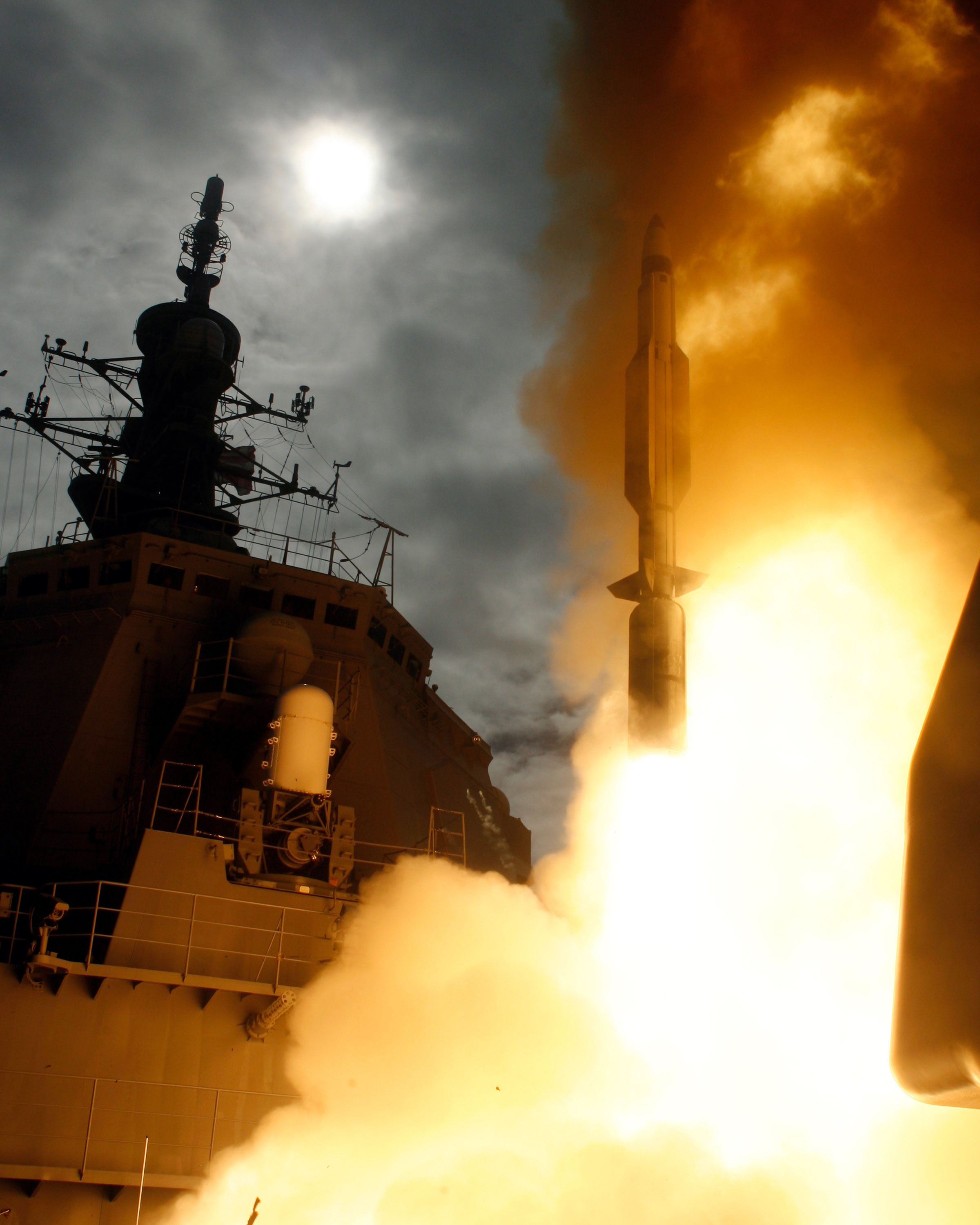
Japonský raketový torpédoborec JS Kongō (DDG-173) odpalující protibalistickou střelu RIM-161 Standard Missile 3

Raketový torpédoborec je torpédoborec, jehož hlavní výzbroj tvoří řízené střely. Zpravidla se jedná o moderní, komplexně vyzbrojené válečné lodě schopné vést bojovou činnost proti hladinovým, vzdušným i podvodním cílům. Standardní označení NATO pro tento typ plavidel je DDG.

## Třídy raketových torpédoborců

### Australské královské námořnictvo
- Třída Hobart

### Britské královské námořnictvo
- Třída Daring (typ 45)

### Námořnictvo Čínské lidové osvobozenecké armády
- Torpédoborec typu 055 (jindy klasifikován jako křižník)
- Torpédoborec typu 052D
- Torpédoborec typu 052C
- Torpédoborec typu 052B
- Torpédoborec typu 052
- Torpédoborec typu 051C
- Torpédoborec typu 051B
- Torpédoborec typu 051

### Námořnictvo Čínské republiky
- Třída Ťi-lung

### Francouzské námořnictvo
- Třída Horizon (ve Francii fregata, podle klasifikace NATO torpédoborec)

### Indické námořnictvo
- Třída Visakhapatnam
- Třída Kolkata
- Třída Delhi
- Třída Rajput

### Italské námořnictvo
- Třída Durand de la Penne
- Třída Horizon

### Japonské námořní síly sebeobrany
- Třída Maja
- Třída Atago
- Třída Kongó
- Třída Hatakaze

### Námořnictvo Korejské republiky
- Třída Tchedžo Veliký

### Námořnictvo Ruské federace
- Třída Sovremennyj
- Třída Udaloj

### Námořnictvo Spojených států amerických
- Třída Arleigh Burke
- Třída Zumwalt
- Třída DDG(X) (plánované)

### Španělské námořnictvo
- Třída Álvaro de Bazán (ve Španělsku fregata, podle klasifikace NATO torpédoborec)